# 馬里奧·弗里克 (政治人物)

馬里奧·弗里克（英語：Mario K. Frick，1965年5月8日—）是列支敦斯登前總理（Regierungschef），任期1993年12月15日至2001年4月5日。他也是一名律師。他在1993年大選結束時，是全世界最年輕的行政首長，年僅28歲。
在他的總理任期內，列支敦斯登在1995年辦理一場成功的公投，順利進入歐洲經濟區，也因此經濟成長。然而，列支敦斯登在外交關係上也面臨諸多困境；例如，1992年和捷克共和國因1945年漢斯·亞當二世莊園一事爆發爭執，以及2001年和德國因沒收王室財產以支付戰爭債務之事鬧上國際法院。
弗里克在總理任期結束後，曾在2003年挺身反對擴增王權的憲法公投提案，然而該提案最終為選民通過。